# 1996年の鉄道
1996年の鉄道（1996ねんのてつどう）とは、1996年（平成8年）に起こった鉄道関係の出来事をまとめたページである。
1995年の鉄道 - 1996年の鉄道 - 1997年の鉄道

## 出来事の一覧

### 1月
- 1月30日
  - 大韓民国鉄道庁
    - （新線開業） 一山線 大化駅 - 紙杻駅 (19.2 km)
    - （新駅開業） 大化駅、注葉駅、鼎鉢山駅、馬頭駅、白石駅、大谷駅、花井駅、元堂駅、三松駅、紙杻駅（一山線）

### 3月
- 3月16日
  - 北海道旅客鉄道
    - （ワンマン運転開始） 札沼線 石狩当別駅 - 新十津川駅

  - 東日本旅客鉄道
    - （延伸） 埼京線 恵比寿駅 - 新宿駅 (5.0 km）
    - （電化） 八高線 八王子駅 - 高麗川駅 (31.1 km・直流1,500V)
    - （新駅開業） 有備館駅（陸羽東線 岩出山駅 - 上野目駅間）

  - 西日本旅客鉄道
    - （新駅開業） 鍼灸大学前駅（山陰本線 日吉駅 - 胡麻駅間）
    - （駅名改称） 日吉駅←殿田駅（山陰本線）
    - （電化） 山陰本線 園部駅 - 福知山駅 (54.3 km・直流1500V)

  - 北近畿タンゴ鉄道
    - （電化） 宮津線 宮津駅 - 天橋立駅 (4.4 km・直流1500V)
    - （電化） 宮福線 福知山駅 - 宮津駅 (30.4 km・直流1500V)

  - 松浦鉄道
    - （新駅開業） 西有田駅（西九州線 蔵宿駅 - 大木駅間）
- 3月18日
  - 天竜浜名湖鉄道
    - （新駅開業） フルーツパーク駅（天竜浜名湖線 宮口駅 - 都田駅間）
    - （新駅開業） 掛川市役所前駅（天竜浜名湖線 掛川駅 - 西掛川駅間）
- 3月20日
  - ソウル特別市都市鉄道公社
    - （延伸開業） 5号線 傍花駅 - カチ山駅間
    - （新駅開業） 傍花駅、開花山駅、金浦空港駅、松亭駅、鉢山駅、雨装山駅、禾谷駅、カチ山駅（5号線）
- 3月26日
  - 帝都高速度交通営団
    - （延伸開業） 南北線 四ツ谷駅 - 駒込駅 (7.1 km)
    - （新駅開業） 東大前駅、本駒込駅（南北線）
- 3月28日
  - 神戸電鉄
    - （延伸開業） 公園都市線 フラワータウン駅 - ウッディタウン中央駅 (3.2 km)
    - （新駅開業） 南ウッディタウン駅、ウッディタウン中央駅（公園都市線）

  - 台北大衆捷運公司
    - （新線開業） 木柵線 中山国中駅 - 動物園駅
    - （新駅開業） 中山国中駅、南京東路駅（2014年11月15日、南京復興駅に駅名改称）、忠孝復興駅、大安駅、科技大楼駅、六張犁駅、麟光駅、辛亥駅、万芳医院駅、万芳社区駅、木柵駅、動物園駅 （木柵線）
- 3月30日
  - 東日本旅客鉄道
    - （運転休止） 田沢湖線 - 秋田新幹線（建設に伴う改軌工事のため。1997年3月21日まで。）

  - 東京臨海高速鉄道
    - （新線開業） 臨海副都心線 新木場駅 - 東京テレポート駅 (4.9 km)
    - （新駅開業） 新木場駅、東雲駅、国際展示場駅、東京テレポート駅（臨海副都心線）
    - （信号場新設） 品川埠頭分岐部信号場（臨海副都心線）

  - ソウル特別市都市鉄道公社
    - （延伸開業） 5号線  江東駅 - 馬川駅
    - （新駅開業） 遁村洞駅、オリンピック公園駅、芳荑駅、梧琴駅、開籠駅、巨余駅、馬川駅（5号線）

### 4月
- 4月1日
  - 西武鉄道
    - （ワンマン運転開始） 多摩川線 武蔵境駅 - 是政駅
- 4月23日
  - 立山黒部貫光
    - （路線開業） 立山黒部貫光無軌条電車線 室堂駅 - 大観峰駅 (3.7 km) （立山トンネルバスから転換）
    - （駅開業） 室堂駅、雷殿駅、大観峰駅（立山黒部貫光無軌条電車線）
- 4月27日
  - 東葉高速鉄道
    - （新線開業） 東葉高速線 西船橋駅 - 東葉勝田台駅 (16.2 km)
    - （新駅開業） 西船橋駅、東海神駅、飯山満駅、北習志野駅、船橋日大前駅、八千代緑が丘駅、八千代中央駅、村上駅、東葉勝田台駅（東葉高速線）

### 5月
- 5月28日
  - 帝都高速度交通営団
    - （新駅開業） 西新宿駅（丸ノ内線 新宿駅 - 中野坂上駅間）

### 6月
- 6月23日
  - 北海道旅客鉄道
    - （高架化） 札沼線 八軒駅 - 新川駅

### 7月
- 7月18日
  - 九州旅客鉄道
    - （新線開業） 宮崎空港線 田吉駅 - 宮崎空港駅 (1.4 km)
    - （新駅開業） 宮崎空港駅（宮崎空港線）
    - （駅再開業） 田吉駅（日南線 南宮崎駅 - 南方駅間）

### 8月
- 8月12日
  - ソウル特別市都市鉄道公社
    - （延伸開業） 5号線  カチ山駅 - 汝矣島駅
    - （新駅開業） 新亭駅、木洞駅、梧木橋駅、楊坪駅、永登浦区庁駅、永登浦市場駅、新吉駅、汝矣島駅（5号線）

### 9月
- 9月1日
  - 北海道旅客鉄道
    - （新駅開業） 緑が丘駅（富良野線 西御料駅 - 神楽岡駅間）

  - 小田急電鉄
    - （駅移設） 相模大野駅（小田原線、江ノ島線。営業キロ変更なし）

### 10月
- 10月1日
  - 東日本旅客鉄道
    - （路線廃止） 東海道本線（東海道貨物線） 浜松町駅 - 品川駅

  - 西日本旅客鉄道
    - （新駅開業） 甲南山手駅 （東海道本線(JR神戸線)芦屋駅 - 摂津本山駅間）

  - 日本貨物鉄道
    - （第二種鉄道事業廃止） 東海道本線（東海道貨物線） 浜松町駅 - 品川駅

  - 長良川鉄道
    - （駅名改称） 白鳥高原駅←二日町駅（越美南線）

  - 若桜鉄道
    - （新駅開業） 八頭高校前駅 （若桜線 郡家駅 - 因幡船岡駅間）

  - 上信電鉄
    - （ワンマン運転開始） 上信線 高崎駅 - 下仁田駅
- 10月4日
  - タイ国有鉄道
    - （延伸開業）東本線 パーチョムクラオ停車場 - インランドコンテナーデポ駅 (3.53 km)
    - （新駅開業）インランドコンテナーデポ駅
- 10月11日
  - ソウル特別市都市鉄道公社
    - （新線開業） 7号線 長岩駅 - 建大入口駅 (19.0 km)
    - （新駅開業） 長岩駅、道峰山駅、水落山駅、マドゥル駅、蘆原駅、中渓駅、下渓駅、孔陵駅、泰陵入口駅、モッコル駅、中和駅、上鳳駅、面牧駅、四佳亭駅、龍馬山駅、中谷駅、君子駅、子供大公園駅、建大入口駅（7号線）

### 11月
- 11月6日
  - 鹿児島市交通局
    - （駅名改称） 県庁跡駅←県庁前駅（第一期線）
- 11月23日
  - 大韓民国鉄道庁
    - （新駅開業） 福井駅（盆唐線 水西駅 - 暻園大駅間）

  - ソウル特別市都市鉄道公社
    - （新線開業） 8号線 蚕室駅 - 牡丹駅間 (13.1 km)
    - （新駅開業） 蚕室駅、石村駅、松坡駅、可楽市場駅、文井駅、長旨駅、福井駅、山城駅、南漢山城入口駅、丹垈オゴリ駅、新興駅、寿進駅、牡丹駅（8号線）

### 12月
- 12月1日
  - 西日本旅客鉄道
    - （高速化） 津山線 岡山駅 - 津山駅
- 12月11日
  - 大阪市交通局
    - （延伸開業） 長堀鶴見緑地線 心斎橋駅 - 京橋駅 (5.7 km)
    - （新駅開業） 長堀橋駅、松屋町駅、玉造駅、大阪ビジネスパーク駅（長堀鶴見緑地線）
    - （路線名改称） 長堀鶴見緑地線←鶴見緑地線
- 12月19日
  - 北陸鉄道
    - （昇圧） 浅野川線 (直流600V→直流1,500V)
    - （ワンマン運転開始） 浅野川線 北鉄金沢駅 - 内灘駅
- 12月30日
  - ソウル特別市都市鉄道公社
    - （延伸開業） 5号線  汝矣島駅 - 往十里駅
    - （新駅開業） 汝矣ナル駅、麻浦駅、孔徳駅、エオゲ駅、忠正路駅、西大門駅、光化門駅、鍾路3街駅、乙支路4街駅、東大門運動場駅、青丘駅、新金湖駅、杏堂駅（5号線）
- 12月31日
  - ソウル特別市地下鉄公社
    - （運転休止） 2号線 堂山駅 - 合井駅（堂山鉄橋架け替え工事のため。1999年11月21日まで）

## 主なダイヤ改正

### 3月
- 3月16日
  - 東日本旅客鉄道 - ダイヤ改正。
  - 東海旅客鉄道 - ダイヤ改正。
    - 急行「東海」を特急に格上げ。
    - 大垣夜行廃止。夜行快速「ムーンライトながら」運転開始。

  - 西日本旅客鉄道 - ダイヤ改正。
    - 特急「エーデル丹後」、臨時急行「みやづ」廃止。特急「タンゴディスカバリー」「はしだて」「文殊」運転開始。
- 3月30日
  - 東日本旅客鉄道 - ダイヤ改正。
    - 特急「たざわ」の運転区間を秋田駅 - 青森駅に短縮。
    - 田沢湖線改軌工事終了までの暫定特急「秋田リレー号」運転開始。

### 4月
- 4月1日
  - 静岡鉄道 - ダイヤ改正。
    - 静岡清水線の急行を廃止。
- 4月8日
  - 名古屋鉄道
- 4月26日
  - 東京急行電鉄 - ダイヤ改正。
    - 新玉川線・田園都市線の快速を廃止。急行の運行時間帯を全時間帯に拡大の上、運行区間を中央林間駅まで延長。

### 7月
- 7月20日
  - 京浜急行電鉄 - ダイヤ改正。
    - 快速特急の停車駅に野比駅、京急長沢駅を追加。

### 10月
- 10月1日
  - 上信電鉄
    - 上信線の準急を廃止。

## 災害・不通・事故など

### 1月
- 1月17日
  - 神戸高速鉄道
    - （営業再開） 大開駅（東西線。阪神・淡路大震災のため1995年1月17日から休止していた。）

### 4月
- 4月16日
  - 東日本旅客鉄道
    - （事故） 只見線 会津水沼駅 - 会津中川駅間で列車脱線事故発生。

### 6月
- 6月16日
  - 東海旅客鉄道
    - （災害・事故・不通） 高山本線 焼石駅 - 下呂駅（大雨により発生した落石現場に特急ワイドビューひだ15号が突入し、脱線）

### 12月
- 12月4日
  - 北海道旅客鉄道・日本貨物鉄道
    - （事故） 函館本線 仁山駅 - 大沼駅間走行中の貨物列車が脱線（函館本線大沼事故）

## 鉄道車両

### 運転開始・運転終了・さよなら運転

#### 3月
- 3月15日
  - 東日本旅客鉄道
    - （運転終了） キハ30形・キハ35形・キハ38形 八高線・高崎線 八王子駅 - 倉賀野駅 - 高崎駅）
    - （運転終了） クモハ12形 鶴見線 武蔵白石駅－大川駅）
- 3月16日
  - 東日本旅客鉄道
    - （運転開始） 209系3000番台（八高線 八王子駅 - 高麗川駅・川越線 川越駅 - 高麗川駅）
- 3月20日
  - 阪神電気鉄道
    - （運転開始） 9000系（本線 梅田駅 - 元町駅・神戸高速鉄道東西線 元町駅 - 西代駅・山陽電気鉄道本線 西代駅 - 須磨浦公園駅）
- 3月30日
  - 東日本旅客鉄道
    - （運転開始） キハ110系300番台（特急「秋田リレー」）

  - 東京臨海高速鉄道
    - （運転開始） 70-000形（臨海副都心線 新木場駅 - 東京テレポート駅）

#### 5月
- 5月26日
  - 西武鉄道
    - （さよなら運転） E851形

### 新系列・新形式
- 北海道旅客鉄道
  - 731系電車
- 東海旅客鉄道
  - キヤ95系気動車
- 西日本旅客鉄道
  - 283系電車
- 四国旅客鉄道
  - 6000系電車
- 日本貨物鉄道
  - EF210形電気機関車
  - コキ72形貨車
- 京王帝都電鉄
  - 1000系電車
- 小田急電鉄
  - 30000形電車
- 近畿日本鉄道
  - 16400系電車
- 阪神電気鉄道
  - 9000系電車
- 大阪府都市開発
  - 7000系電車
- 北近畿タンゴ鉄道
  - KTR8000形気動車
- 津軽鉄道
  - 津軽21形気動車
- 阪堺電気軌道
  - モ601形電車
- 立山黒部貫光
  - 8000形無軌条電車
- 大韓民国鉄道庁
  - 5000系電車
  - 9501系気動車
- ソウル特別市都市鉄道公社
  - 7000系電車
  - 8000系電車
- 台湾鉄路管理局
  - E1000型電車
- 台北大衆捷運公司 （台北捷運）
  - VAL256型電車

### 譲渡形式
- 東葉高速鉄道←帝都高速度交通営団
  - 1000系電車
- 北陸鉄道←京王帝都電鉄
  - 8800系・8900系電車
- 岳南鉄道（現・岳南電車）←京王帝都電鉄
  - 7000形電車
- 茨城交通←水島臨海鉄道
  - キハ200形気動車
- 千葉急行電鉄←京成電鉄
  - 3100形電車（正式には譲渡ではなくリース）
- 千葉急行電鉄←京成電鉄
  - 3150形電車（正式には譲渡ではなくリース）
- 一畑電気鉄道（現・一畑電車）←南海電気鉄道
  - 3000系電車

### 消滅形式
- 北海道旅客鉄道
  - C62形蒸気機関車
- 西日本旅客鉄道
  - 500系電車900番台「WIN350」（高速試験車両、試験終了にともなう消滅）
- 九州旅客鉄道
  - 421系電車
- 日本貨物鉄道
  - ク5000形貨車
  - クキ1000形貨車
  - タム7700形貨車
  - タサ6100形貨車
  - タキ42250形貨車
  - ホキ3100形貨車
  - ホキ8300形貨車
  - ホキ9300形貨車
- 帝都高速度交通営団
  - 300・500形電車
- 京王帝都電鉄
  - 5000系電車（初代）
- 小田急電鉄
  - デキ1040形電気機関車
  - トフ100形貨車
- 京成電鉄
  - 3050形電車
- 西武鉄道
  - 5000系電車
  - E851形電気機関車
- 東武鉄道
  - 3050・3070系電車
- 日立電鉄
  - モハ13形電車
- 上信電鉄
  - 100形電車
- 関東鉄道
  - トキ250形貨車
- 大井川鉄道
  - モハ1100形電車
  - モハ1900形電車
  - クハ6050形電車
- 北陸鉄道
  - クハ1210形電車（昇圧に伴う）
  - モハ3010形電車（昇圧に伴う）
  - モハ3200形・クハ1000形電車（昇圧に伴う）
  - モハ3500形・モハ3550形電車（昇圧に伴う）
  - モハ5100形・クハ1300形電車（昇圧に伴う）
- 名古屋鉄道
  - 3700系・3730系・3770系・3780系電車
- 京福電気鉄道
  - モボ121形電車
  - ク201形電車

### 受賞
- ブルーリボン賞：九州旅客鉄道883系電車
- ローレル賞：東海旅客鉄道383系電車、日本貨物鉄道コキ71形貨車
- グローリア賞：茨城交通
- エバーグリーン賞：南部縦貫鉄道キハ10形レールバス
- グッドデザイン商品：東日本旅客鉄道485系3000番台電車、東海旅客鉄道373系電車、西日本旅客鉄道500系新幹線電車、小田急電鉄30000形電車、近畿日本鉄道2610系電車L/Cカー用座席
- ブルネル賞：九州旅客鉄道883系電車